# Обьянг, Эстебан
Эстебан Ороско Фернандес Обьянг Обоно (исп. Esteban Orozco Fernández Obiang Obono; род. 7 мая 1998, Сарагоса, Испания) — футболист Экваториальной Гвинеи, защитник клуба «Арджеш» и сборной Экваториальной Гвинеи.

## Клубная карьера
Обьенг — воспитанник клубов «Утрера» и «Бетис». В 2017 году игрок дебютировал за дублирующий состав последних. В 2018 году Эстебан вернулся на правах аренды в «Утреру», а затем уже на постоянной основе стад игроком клуба. В 2019 году Обьенг перешёл в «Ивису», где в основном выступал за дублирующий состав. В 2021 году Эстебан выступал за «Атекеру». Летом 2022 году Обьенг подписал контракт с румынским «Киндия Тырговиште». 28 августа в матче против «Арджеша» он дебютировал в чемпионате Румынии. 16 октября в поединке против «Миовени» Эстебан забил свой первый гол за «Киндия Тырговиште».
В 2023 году Обьенг перешёл в «Арджеш». 10 ноября в матче против «Унири Слобоза» он дебютировал за новую команду.

## Международная карьера
9 октября 2017 года в товарищеском матче против сборной Мавритании Обьянг дебютировал за сборную Экваториальной Гвинеи. В 2021 году игрок принял участие в Кубке Африки в Камеруне. На турнире он сыграл в матчах против сборных Кот-д’Ивуара, Алжира, Сьерра-Леоне, Мали и Сенегала. В поединке против алжирцев Эстебан забил свой первый гол за национальную команду.

### Голы за сборную Экваториальной Гвинеи
| #  | Дата           | Место                 | Противник | Счёт | Результат | Соревнование      |
| -- | -------------- | --------------------- | --------- | ---- | --------- | ----------------- |
| 1. | 16 января 2022 | Япома, Дуала, Камерун | Алжир     | 0:1  | 0:1       | Кубок Африки 2021 |